# Большой Лёвшинский переулок
Большо́й Лёвшинский переу́лок — улица в районе Хамовники города Москвы, между Пречистенским переулком и Смоленским бульваром. В переулке расположены посольство Мексики и Музей-мастерская А. С. Голубкиной.

## Происхождение названия
Название вошло в обиход в XIX веке и произошло от местного приходского храма Покрова Пресвятой Богородицы, «что в старом Лёвшинском полку». В этом уточнении сохранялась память о стрелецкой слободе, существовавшей здесь с конца 50-х годов XVII века. С 1664 по 1676 год командовал местными стрельцами стрелецкий голова Афанасий Иванович Лёвшин. Стрелецкая слобода просуществовала до 1699 года, и после её упразднения бывшие стрелецкие земли были распроданы лицам разных чинов.
В начале XVIII века слободской Покровский храм был отстроен в камне, поэтому переулок долгое время назывался Покровским. Храм был закрыт в 1930 году и вскоре разрушен. В 1939 году переулок был переименован в улицу Щукина — в память о жившем здесь актёре Борисе Щукине. Историческое название переулку было возвращено в 1993 году.

## Описание
Большой Лёвшинский переулок начинается от Пречистенского у Храма Успения Пресвятой Богородицы на Могильцах и проходит на юго-запад. Справа к нему примыкает Большой Могильцевский, слева — Чистый переулок; затем он выходит на перекрёсток с Малым Лёвшинским и Денежным переулками; наконец, слева к нему примыкает Кропоткинский переулок, за которым он выходит на Садовое кольцо на Смоленском бульваре. Нумерация домов начинается со стороны Пречистенского переулка.

## Примечательные здания и сооружения

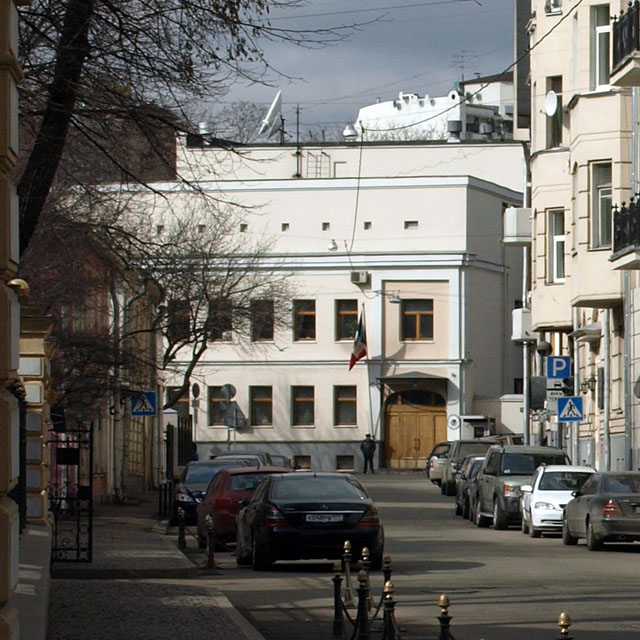
Дом 4. Посольство Мексики. Вид от Чистого переулка

### По нечётной стороне
- № 1/11  771411198180005 — главный дом усадьбы Д. Н. Шереметева Д. Н. (1834; 1872), объект культурного наследия регионального значения. В 1909—1923 годах в доме жил один из организаторов советского здравоохранения В. А. Обух, которого здесь посещал В. И. Ленин[4].
- № 9/14, стр. 2 — кооперативный жилой дом архитекторов и строителей (1947, архитектор А. Я. Лангман, объект культурного наследия регионального значения. Здесь в 1940-х — 1960-х годах жили архитекторы, строители и государственные деятели Н. А. Дыгай, С. З. Гинзбург, А. Я. Лангман, К. М. Соколов, Н. С. Стрелецкий и другие[4]. Дом построен на месте снесенной Церкви Покрова Пресвятой Богородицы в Лёвшине, снесенной в 1930-е годы.
- № 9/14, стр. 3 — кооперативный жилой дом архитекторов и строителей (1935, 1939, архитектор Б. М. Шнейдер), объект культурного наследия регионального значения. Здесь в 1930-х — 1950-х гг. жили архитекторы и строители П. М. Бронников, Ю. Л. Поверенный, М. Б. Шнейдер и другие[4].
- № 11 — жилой дом «Дворянское гнездо» (2001—2004, архитекторы И. Уткин, М. Чирков, при участии С. Кисилёва, О. Марченко)[5]. По мнению Э. Харриса[6], неоклассическая архитектура здания далека от традиций русского зодчества, представляя собой очень оригинальную трактовку классического стиля. Ранее на этом месте стоял доходный дом, построенный в 1904 году по проекту О. Г. Пиотровича.
- № 15/28, стр. 1, 2, 3 (Кропоткинский переулок, 28/15 строение 1-3)  771420350320005 — городская усадьба Е. Н. Богданова — Е. В. Белоусовой — В. И. Сучковой (1818; 1856; 1886, архитектор В. А. Шимановский; 1891, архитектор И. П. Машков), объект культурного наследия регионального значения[4]. В доме жил композитор С. Л. Толстой[7], а позже его сын С. С. Толстой[8].
- № 17/25, строение 3 (Кропоткинский переулок, 25 или Большой Левшинский переулок дом 17) - пятиэтажный двухподъездный жилой дом из силикатных камней и силикат-органических блоков. Построен в 1933 году в качестве опытно-показательного строительства. Архитектор В. В. Владимиров, планировка арх. Чериковер и инженер проф. В.П. Некрасов. Экспериментальный дом ЦНИПС[9], «самое интересное в Москве здание по новизне строительной техники. Все здание построено из новых материалов без единого кирпича и куска бутового камня»[10] по автоклавному методу производства силикат-органиков профессора и заслуженного деятеля науки и техника В. П. Некрасова. В доме жили Баранский Алексей Иванович (1897 - 1938), начальник отдела Главстройпрома Наркомата тяжелой промышленности СССР, Золотухин Александр Михайлович (1894 - 1938) , начальник планового отдела Гипрооргстроя. В 1960-х гг. жил академик В. И. Виноградов, известный геохимик. Также в доме жили актеры театра Е. Б. Вахтангова. Также жил советский артист цирка и киноактёр, известный в стране каскадёр и создатель конного театра Мухтарбек Кантемиров. Создатель и руководитель радиационно-гигиенической службы г. Москвы - Розанова Нина Александровна и ее супруг, руководивший с момента основания Московской городской санэпидстанции (ныне Роспотребнадзор по г.Москве) промышленным отделением - Розанов Лев Сергеевич. До этого на земельном участке стоял дом, принадлежавший Унковской (в девичестве Азанчевской) Марии Павловне, жене генерал-лейтенанта Александра Семеновича Унковского, происходившего из древнего дворянского рода Унковских.
- № 19, 4-этажное здание — доходный дом наследников М.В. Духовского. По этому адресу в дореволюционные годы располагался участок, принадлежащий с 1880-х и до 1906 года семье Духовского Василия Ивановича и его потомкам: доктору права Михаилу Васильевичу Духовскому[11] и его наследникам. В разные годы здесь жили или бывали: Вернадский В.И., Л.Н. Толстой, Гиляровский В.А., Недачин В.П., Ключевский В.О., Мензбир М.А., Чаплыгин С.А. и другие[12].
- № 19 стр.2, (другой адрес: Смоленский бул., 12/19). Доходный дом, также принадлежал Духовским. В доме жил В.И. Вернадский, у него в гостях бывал Лев Толстой[13] (тот же участок, что и предыдущее здание №19 - принадлежал Духовским).

### По чётной стороне

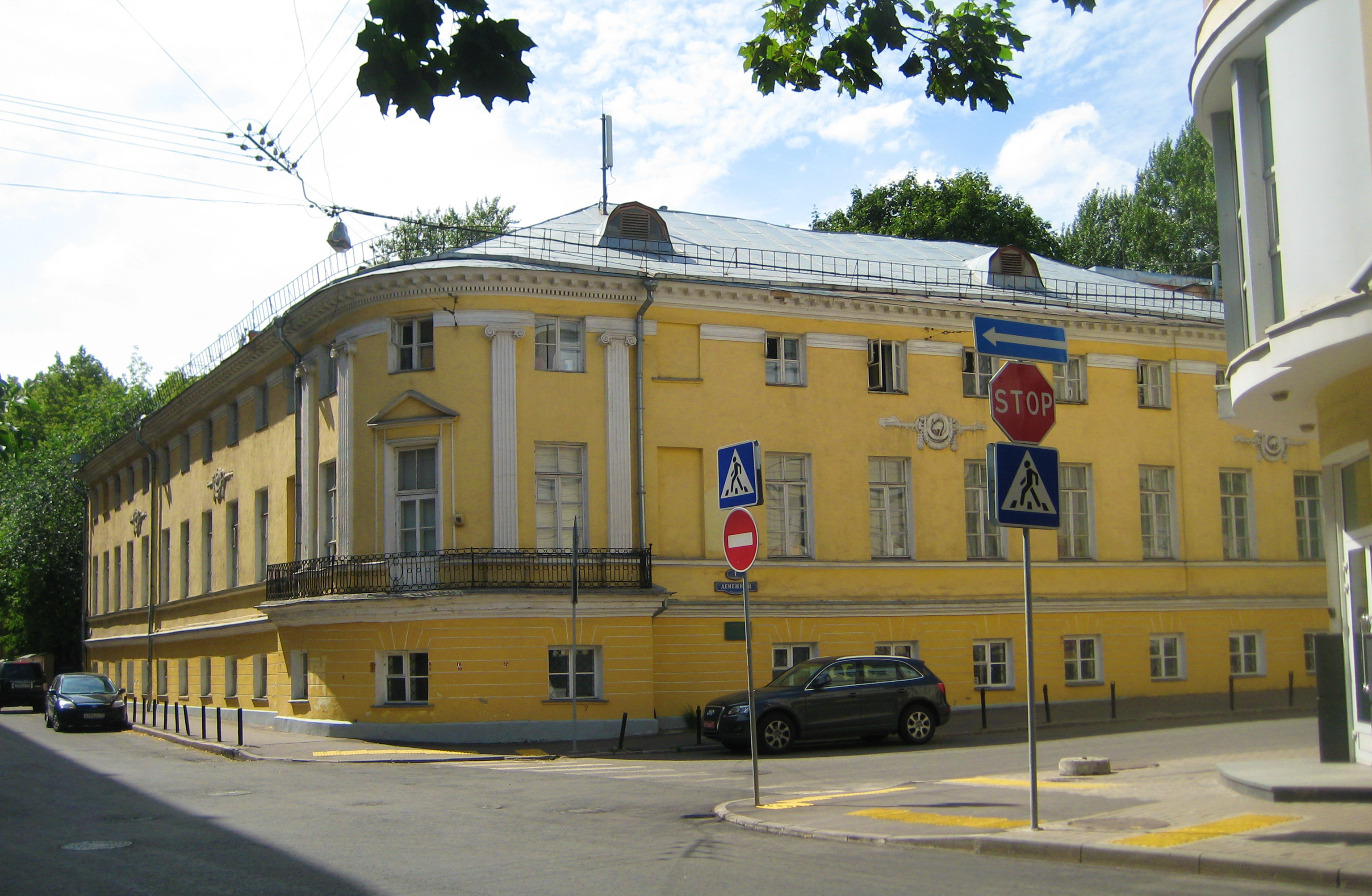
Дом дворцового ведомства

- № 4 (Большой Могильцевский переулок) — Посольство Мексики.
- № 6  771310006590005 — усадьба конца XVIII века. В конце 1860-х — начале 1870 гг., до постройки в 1873 году собственного дома на Арбате, в усадьбе жила семья Василия Никитича Сабашникова[14]; с 1895 по 1917 гг. усадьба принадлежала Загоскиной Анне Николаевне[15][16]; в 1830-х годах здесь жил литературный критик В. Г. Белинский. Усадебный дом перестроен и заново отделан в 1880-е годы архитектором П. С. Бойцовым; в 1898 году перестроен архитектором А. П. Вакариным[17]. В левом флигеле жил Н. В. Давыдов[14][18]. В советское время здесь располагался московский комитет красного креста и детская больница.
- № 8/1 (Денежный пер., 1)  771410723770006 — дом дворцового ведомства, до Революции в доме жили А.Ф.Вельтман, Е.Д.Тюрин, И.Е.Забелин, М.А. Величкин и другие служащие дворцовой конторы. Также называли "Дом Вельтмана", поскольку в 1830 — 1860-х гг. был одним из известных литературных центров Москвы: на знаменитые вельтмановские «четверги» собиралось разнородное по литературным интересам и взглядам общество: Погодин, Н.В. Берг, В.И. Даль, Загоскин, В.В. Пассек, Н.Ф. Щербина и др.; среди ближайших друзей и знакомых Вельтмана были также А.С. Пушкин, В.Г. Белинский, Н.В. Гоголь, А.И. Герцен, Ф.Н. Глинка, И.Е. Забелин, Л.А. Мей, В.Ф. Одоевский и др. В недавнем времени в здании располагались: Международный художественный фонд; Институт финансового мониторинга; полиграфическая компания «Квадрат-XXI век»; Росмедпром. В 2025 году планируется открыть Музей российского казачества (ГИМ).
- № 8/1, строение 2 — издательство «Наталис»; журналы: «Вестник Евразии», «Диаспоры».
- № 8а — это первый кооперативный жилой дом, в котором получили квартиры первое поколение артистов театра им. Вахтангова (второй дом для вахтанговцев, в 1937 г. — в Большом Николопесковском переулке — в 1934—1994 гг. улица Вахтангова). Вход со двора, отгороженного невысоким каменным забором. Когда-то давно во дворе устраивались танцы — до войны в московских дворах по вечерам довольно часто устраивалась танцплощадка, — играли в волейбол и теннис, а зимой заливался каток; именно при игре в теннис в этом дворе познакомился со своей будущей супругой Ираидой Ивановной актер М. С. Державин, в результате чего появился на свет популярный артист М. М. Державин[19]. Дом был построен для жилищного кооператива «Искусство и труд» в 1927—1928 годах архитектором Н. А. Кругловым специально для вахтанговцев[20]. В доме проживали: Б. В. Щукин (его квартира находилась на первом этаже, прямо под окном — скамеечка, где неоднократно после спектаклей уставшие актеры вели театральные разговоры; в его честь после его смерти улице было дано его имя), на втором этаже — Е. Г. Алексеева, Л. М. Шихматов и В. К. Львова, И. М. Рапопорт, А. И. Горюнов, В. В. Куза, Р. Н. Симонов (на втором этаже в квартире номер 13 — он и свои спектакли сдавал комиссии, сидя в 13 ряду на 13 месте, — там прожил 40 лет; сюда он въехал с семьей, с маленьким сыном, в этой квартире он растил внука, который теперь занимает эту же квартиру уже со своей семьей); в доме жили В. А. Колчин, писатель В. З. Масс и росла его дочь писательница А. В. Масс, Н. П. Русинова и её муж Л. П. Русланов (на третьем этаже; он был управдомом), Басов (на третьем этаже), Миронов (на третьем этаже), И. Н. Лобашков (на четвертом этаже), Ц. Л. Мансурова со своим аристократическим супругом графом Николаем Петровичем Шереметевым (на четвертом этаже; графа в 30-х гг. неоднократно арестовывали, и тогда популярные соседи, они же сослуживцы, дружно приезжали к своим высокопоставленным покровителям-почитателям их талантов и освобождали аристократа, так и не принятого советскими начальниками), И. М. Толчанов, Б. Е. Захава и М. Ф. Некрасова, Алексей Попов (на пятом этаже), В. В. Балихин (на пятом этаже), П. Г. Антокольский и З. К. Бажанова (на пятом этаже), Александр Хмара и другие известные деятели культуры. В. Л. Русланов издал книгу о соседях жильцах дома «Дом в Лёвшинском», изд-во Новый хронограф, 2007; туда же вошли воспоминания его родителей — Н. П. Русиновой и Л. П. Русланова.
- № 10 — доходный дом (1901, архитектор Н. И. Якунин). В доме жил виолончелист А. А. Брандуков[21].
- № 12, стр. 1  771510310800006 — бывшая квартира и мастерская скульптора А. С. Голубкиной (мемориальная доска, 1957, скульптор Е. Ф. Белашова), сейчас — Музей-мастерская скульптора А. С. Голубкиной. Здание является объектом культурного наследия регионального значения[4].
- № 14/22 — на углу Смоленского бульвара и Большого Левшинского переулка - Жилой дом (1940, архитектор В. Д. Кокорин)[22] Проект этого дома разработан руководителем 10-й архитектурной мастерской Моссовета профессором Кокориным и архитектором Джандиери[23].